# Yūki Jimbo
Yūki Jimbo (jap. 神保 祐希, Jimbo Yūki; * 2. Dezember 1995) ist eine japanische Sprinterin.
Beim Leichtathletik-Continentalcup 2014 in Marrakesch wurde sie mit dem asiatisch-pazifischen Team Dritte in der 4-mal-100-Meter-Staffel.
Sie begann 2014 ein Studium der Sportwissenschaft an der Universität Tsukuba.

## Persönliche Bestzeiten
- 100 m: 11,61 s, 24. Mai 2013, Kanazawa
- 200 m: 23,65 s, 16. Juni 2013, Toyama